# انجیل‌سی
انجیل سی، روستایی از توابع بخش بندپی غربی شهرستان بابل در استان مازندران در ایران است.

## جمعیت
این روستا در دهستان خوش‌رود قرار دارد و براساس سرشماری مرکز آمار ایران در سال ۱۳۸۵، جمعیت آن زیر سه خانوار بوده‌است.